# Залока
Залока (словен. Zaloka) — поселення в общині Шентруперт, регіон Південно-Східна Словенія, Словенія.